# Sokh
L'arrondissement ou district de Sokh est, avec 325 km2, la plus grande des exclaves d'Ouzbékistan située dans la vallée de Ferghana au sein du territoire kirghiz. Elle est peuplée de plus de 50 000 habitants (le dernier recensement date de 1993, certains avancent l'estimation de 70 000) dont 99 % sont Tadjiks. Le chef-lieu de l'enclave qui dépend de la province ouzbèke de Ferghana se situe à Ravan, bourgade de 10 000 habitants.

## Géographie
Le territoire de Sokh est de plus divisé en deux parties séparées par le Kirghizistan :
- le « Sokh du Nord » (ou « Bas-Sokh »), comprenant le bourg de Tchon-Gara, qui est un point d'appui du Mouvement islamique d'Ouzbékistan et dont les frontières ont été minées en représailles par le gouvernement ouzbek en 1999 ;
- le « Sokh du Sud » (ou « Haut-Sokh ») beaucoup plus étendu. L'arrondissement englobe dix-neuf localités. Sa population est urbaine à 65,9 pour cent et rurale à 34,1 pour cent. Elle est tadjike à 99 pour cent avec 0,3 pour cent d'Ouzbeks et 0,7 pour cent de Kirghizes.

Son nom provient de la rivière Sokh, longue de 124 km, qui traverse le territoire et arrose sa vallée fertile. L'enclave — formée en 1955 — est entourée du territoire de la province de Batken appartenant au Kirghizistan. La frontière est de 135 km avec neuf postes-frontières gardés par les Kirghizes. 

## Histoire
Le gouvernement ouzbek réclame un accès à cette enclave que lui refuse le gouvernement kirghiz, car c'est le seul moyen de relier le nord et le sud du pays par la route. Les conflits — notamment pour l'approvisionnement en eau — entre populations kirghize et tadjike (de citoyenneté ouzbéke) sont constants et avivés par la corruption douanière et administrative. La tentative de créer un corridor d'accès en 2001 s'est soldée par un échec.

## Économie
Son économie est surtout fondée sur l'agriculture (pommes de terre et fruits) ; la migration saisonnière de la main d'œuvre masculine en direction de la Russie est importante. Il existe vingt-huit établissements d'enseignement général, deux écoles supérieures professionnelles, trois cliniques, douze dispensaires et une dizaine de centres de soin de village.   

## Enclaves

Les enclaves au Kirghizistan.

Il existe une autre exclave ouzbèke, Chakhimardan, qui est également entourée par le territoire du Kirghizistan.  